# Чакова (Светий Юрій-об-Щавниці)
Чакова (словен. Čakova) — поселення в общині Светий Юрій-об-Щавниці, Помурський регіон, Словенія. Висота над рівнем моря: 200,1 м.